# رسائل إخوان الصفا (كتاب)
رسائل إخوان الصفا وتعرف أيضًا باسم رسائل إخوان الإخلاص ورسائل إخوان الصفاء ورسائل إخوان الصفاء والأصدقاء المخلصين هي موسوعة إسلامية، في 52 رسالة كتبها الغامض إخوان الصفا من البصرة، العراق في وقت ما في النصف الثاني من القرن 10 م (أو ربما في وقت لاحق، في القرن ال11). كان لها تأثير كبير على الأضواء الفكرية اللاحقة للعالم الإسلامي، مثل ابن عربي، وانتقلت إلى الخارج داخل العالم الإسلامي مثل الأندلس. لم يتم إثبات هوية مؤلفي الموسوعة الرغم من أن العمل ارتبط في الغالب بالإسماعيليين. إدريس عماد الدين، المبشر الإسماعيلي البارز في اليمن في القرن الخامس عشر، نسب الفضل في تأليف الموسوعة إلى أحمد بن عبد الله ب. محمد ب. إسماعيل ب. جعفر الصادق وهو الإمام الإسماعيلي التاسع الذي عاش في الغيب في العصر العباسي في بداية العصر الذهبي الإسلامي. يقترح البعض أنه بالإضافة إلى الإسماعيلية، يحتوي إخوان الصفاء أيضًا على عناصر من الصوفية والمعتزلة والنصيرية والورد الوردي، إلخ. يقدم بعض العلماء العمل على أنه سني - صوفي.
موضوع العمل واسع ويتراوح من الرياضيات، والموسيقى، وعلم الفلك، والعلوم الطبيعية، إلى الأخلاق، والسياسة، والدين، والسحر - وكلها مجمعة لغرض أساسي واحد، وهو أن التعلم هو تدريب للروح والاستعداد لها. في نهاية المطاف تتحرر الحياة من الجسد.

## التأليف
يُنسب تأليف الموسوعة عادةً إلى «إخوان الصفا» الغامضين، وهم مجموعة من العلماء في البصرة بالعراق في وقت ما حوالي القرن العاشر الميلادي. في حين أنه من المقبول عموما أن كان الفريق الذي كتب ما لا يقل عن 52 رسالة، من تأليف «ملخص» (الرسالة الجامعة) غير مؤكد. وقد نُسب إلى مسلمة المجريطي لكن إيف ماركيه نفى ذلك (انظر قسم رسالة الجامعة). نظرًا لأن أسلوب النص سهل، وهناك العديد من الغموض، بسبب اللغة والمفردات، غالبًا من أصل فارسي.
كشف بعض الفلاسفة والمؤرخين مثل التوحيدي وابن القفتي وشهرزوري عن أسماء من يُزعم تورطهم في تطوير العمل: أبو سليمة بستي، المقدسي، علي بن هارون، الزنجاني، محمد بن أحمد النرججي، عوفي. كل هؤلاء الأشخاص حسب هنري كوربين، الإسماعيليون باحثون آخرون، مثل سوزان ديوالد وعبد اللطيف الطيباوي، على طبيعة العمل السنية - الصوفية.

## المحتويات
موضوع الرسائل واسع ويتراوح بين الرياضيات والموسيقى والمنطق وعلم الفلك والعلوم الفيزيائية والطبيعية، بالإضافة إلى استكشاف طبيعة الروح والتحقيق في الأمور المرتبطة بها في الأخلاق والوحي والروحانية. كان في النظرة الفلسفية الأفلاطونية الحديثة وحاولت دمج الفلسفة اليونانية (وخاصة المنطق الجدلي والمنطق من الأرسطية) مع مختلف الفلكية، المحكم، معرفي والإسلامية المدارس الفكرية. شهدت العلماء الإسماعيلي والصوفية التأثيرات في المحتوى الديني، والمعتزلة قبول المنطق في العمل. بينما يرى آخرون أن الإخوان هم «مفكرون أحرار» تجاوزوا الانقسامات الطائفية ولم يلتزموا بمذاهب أي عقيدة معينة. Others, however, hold the Brethren to be "free-thinkers" who transcended sectarian divisions and were not bound by the doctrines of any specific creed.
إن انتقائيتهم غير عادية إلى حد ما في هذه الفترة من الفكر العربي، والتي تتميز بنزاعات لاهوتية عنيفة. لقد رفضوا إدانة المدارس الفكرية أو الأديان المتنافسة، وبدلاً من ذلك أصروا على أن يتم فحصها بشكل عادل ومنفتح لمعرفة الحقيقة التي قد تحتويها:
}}
في المجموع، تغطي معظم المجالات التي كان من المتوقع أن يفهمها الشخص المتعلم في تلك الحقبة. في رسائل زيادة عموما في التجريد، والتعامل أخيرا مع الاخوة نوعا ما وحدة الوجود والفلسفة، وفيه كل روح هو انبثاق، وهو جزء من روح الشامل الذي سيكون توحيد عند الموت. بدورها، سوف تجتمع الروح الكونية مع الله في يوم القيامة. تهدف الرسائل إلى نقل المعرفة الصحيحة، مما يؤدي إلى الانسجام مع الكون والسعادة.

### التنظيم
تنظيميا، وهي مقسمة إلى 52 رسائل. تنقسم الرسالة 52 إلى أربعة أقسام، تسمى أحيانًا الكتب (في الواقع، توجد بعض الطبعات الكاملة للموسوعة في أربعة مجلدات)؛ بالترتيب، هم: 14 في العلوم الرياضية، 17 في العلوم الطبيعية، 10 في العلوم النفسية والعقلانية، 11 في العلوم اللاهوتية.
التقسيم إلى أربعة أقسام ليس من قبيل الصدفة؛ يحمل الرقم أربعة أهمية كبيرة في علم الأعداد الأفلاطونية الحديثة، كونه أول رقم مربع ولكونه زوجي. من المعروف أن فيثاغورس رأى أن حياة الرجل تنقسم إلى أربعة أقسام، تشبه إلى حد كبير السنة التي تم تقسيمها إلى أربعة مواسم. قسم الإخوة الرياضيات نفسها إلى أربعة أقسام: الحساب كان مجال فيثاغورس ونيقوماخس. حكم بطليموس على علم الفلك مع كتابه المجسطي. كانت الهندسة مرتبطة بإقليدس، بطبيعة الحال؛ وكان القسم الرابع والأخير من الموسيقى. الأربعة لم تتوقف عند هذا الحد - لاحظ الإخوة أن أربعة كانت حاسمة للنظام العشري، مثل
{\displaystyle 1+2+3+4=10}
تم تقسيم الأرقام نفسها إلى أربع مراتب من حيث الحجم: الآحاد، والعشرات، والمئات، والآلاف كانت هناك أربع رياح من الجهات الأربع (شمال، جنوب، شرق، غرب)؛ اهتم الطب بالفكاهة الأربعة والفلاسفة الطبيعيين بالعناصر الأربعة أمبادوقليس.
الاحتمال الآخر، الذي اقترحه نيتون، هو أن التبجيل لأربعة ينبع بدلاً من ذلك من اهتمام الإخوان الكبير بالجسد الهرمسي لهرمس الهرامسة (تم تحديده مع الإله هيرميز، الذي كان الرقم أربعة مقدسًا له)؛ كان العلم السحري لهذا التقليد المحكم هو الموضوع الرئيسي للرسائل الـ 51.
يذكر نيتون أن هناك إيحاءات بأن الرسالة الثانية والخمسين (في التعويذات والسحر) هي إضافة لاحقة للموسوعة، بسبب الأدلة النصية: يزعم عدد من الرسائل أن مجموع الرسائل هو 51. ومع ذلك، فإن الرسالة الثانية والخمسين نفسها تدعي أنها رقم 51 في منطقة واحدة، ورقم 52 في منطقة أخرى، مما يؤدي إلى احتمال أن يكون جاذبية الإخوان للرقم 51 (أو 17 مرة 3؛ كان هناك 17 رسالة في العلوم الطبيعية) هو المسؤول عن الارتباك. يقترح سيد حسين نصر أن أصل التفضيل لـ 17 نابع من رمزية الخيميائي جابر بن حيان.

### رسالة الجامعة
إلى جانب الرسائل الخمسين، هناك ما يزعم أنه ملخص شامل للعمل، وهو ما لم يتم احتسابه في الـ 52، المسماة «الملخص» (الرسالة الجامعة) الموجودة في نسختين. يُزعم أنه كان من عمل مسلمة المجريطي (المتوفى حوالي 1008)، على الرغم من أن نيتون صرح بأن المجريطي لم يكن بإمكانه تأليفه، وأن المجريطي يستنتج من تحليل لغوي للمفردات والأسلوب في كتابه La Philosophie des Ihwan al-Safa (1975) أنه يجب أن يكون قد تم تأليفه في نفس الوقت مع المجموعة الرئيسية.

### الأسلوب
مثل الأعمال العربية الإسلامية التقليدية، لا تفتقر الرسائل إلى العبارات التشريفية والاقتباسات القرآنية القديمة، ولكن الموسوعة تشتهر أيضًا ببعض الخرافات التعليمية التي تم رشها في جميع أنحاء النص. واحدة معينة، «جزيرة الحيوانات» أو «نقاش الحيوانات» (المضمنة في الرسالة الثانية والعشرون بعنوان «كيف تتشكل الحيوانات وأنواعها»)، هي واحدة من أكثر حكايات الحيوانات شيوعًا في الإسلام. تتعلق الحكاية بكيفية اكتشاف 70 رجلاً، على وشك الغرق، جزيرة كانت تحكمها الحيوانات، وبدأوا في الاستقرار عليها. لقد اضطهدوا وقتلوا الحيوانات، التي لم تعتاد على مثل هذه المعاملة القاسية، اشتكت إلى ملك (أو شاه) الجن. رتب الملك سلسلة من المناظرات بين البشر وممثلين مختلفين للحيوانات مثل العندليب والنحلة وابن آوى. كادت الحيوانات أن تهزم البشر، لكن العربي ينهي السلسلة بالإشارة إلى أن هناك طريقة واحدة يتفوق فيها البشر على الحيوانات ويستحقون أن يجعلوا الحيوانات خدمًا لهم: كانوا الوحيدين الذين منحهم الله فرصة الحياة الأبدية إلى. اقتنع الملك بهذه الحجة، وأصدر حكمه لهم، لكنه حذرهم بشدة من أن نفس القرآن الذي أيدهم وعدهم أيضًا بنار جهنم إذا أساءوا إلى حيواناتهم.

## فلسفة
كانت الرتب الأربعة (أو «المبادئ الروحية») أكثر ميتافيزيقية، والتي كانت على ما يبدو تطورًا لثالوث أفلوطين: الفكر والروح والواحد، المعروف للإخوان من خلال لاهوت أرسطو (نسخة من تاسعات أفلوطين باللغة العربية، تم تعديله مع التغييرات وإعادة الصياغة، وينسب إلى أرسطو)؛ أولاً، انبثق الخالق (الباري) إلى العقل العالمي (العقل الكلي)، ثم إلى الروح الكونية (النفس)، ومن خلال المادة الأولية (الحي الأعلى)، التي انبثقت أكثر من خلال (وخلق) التسلسل الهرمي الدنيوي. التسلسل الهرمي الدنيوية يتألف من الطبيعة، الهيئة المطلق (سورة مؤسسة المواصفات والمقاييس المطلك)، والمجال (سورة الفلك)، والعناصر الأربعة (سورة الأركان)، والكائنات من هذا العالم (المولدات) في ثلاثة أنواع من الحيوانات والمعادن والخضروات، لتسلسل هرمي إجمالي من تسعة أعضاء. علاوة على ذلك، زاد كل عضو في التقسيمات الفرعية المتناسبة مع مدى انخفاضه في التسلسل الهرمي.
 لم تكن محاولة مبكرة للحوار المسكوني أو بين الأديان. كان تراكم المعرفة لديهم أمرًا نحو الهدف السامي المتمثل في الخلاص. لاستخدام صورتهم، اعتبروا أخوتهم، الذين دعوا الآخرين إليها، «سفينة إنقاذ» تطفو متحررة من بحر المادة. وكان الإخوان بمذاهبهم في التعاون والزهد والعيش الصالحين يصلون إلى أبواب الجنة في رعايته.}}ref name="ency-234-235">pg 234-235 of vol. 3, Rasa'il Ikhwan al-Safa', 4 volumes (بيروت، Dar Sadir, 1957)</ref>
كان هناك مجال آخر اختلف فيه الإخوان في مفاهيمهم عن الطبيعة، حيث رفضوا انبثاق الأشكال التي ميزت الفلسفة الأفلاطونية لنظام شبه أرسطي للمواد:}}
وصفت الطبعة الرابعة عشر (EB-2: 187a ؛ 14th Ed. 1930) من موسوعة بريتانيكا اختلاط الأفلاطونية المحدثة والأرسطية بهذه الطريقة:
تأتي مواد العمل بشكل رئيسي من أرسطو، لكنها صُممت بروح أفلاطونية، والتي تضع رابطًا بين كل الأشياء روحًا عالمية للعالم بأرواحه الجزئية أو المجزأة.}}

## التطور
يصف النص الموجود في «موسوعة إخوان الصفاء» التنوع البيولوجي بطريقة مشابهة لنظرية التطور الحديثة. يتم تفسير سياقات هذه المقاطع بشكل مختلف من قبل العلماء.
يلاحظ بعض علماء العصر الحديث في هذه الوثيقة أن "سلسلة الوصف من قبل الإخوان لها جانب زمني دفع بعض العلماء إلى اعتبار مؤلفي الرسائل يؤمنون بنظرية التطور الحديثة". وبحسب الرسائل “لكن الأفراد في حالة تدفق دائم. فهي ليست محددة ولا محفوظة. السبب في الحفاظ على الأشكال والجنس والأنواع في المادة هو ثبات سببها السماوي لأن سببها الفعال هو الروح الكونية للأجواء بدلاً من التغيير والتدفق المستمر للأفراد الذي يرجع إلى تنوع سببهم ". يدعم هذا البيان المفهوم القائل بأن الأنواع والأفراد ليسوا ساكنين، وأنهم عندما يتغيرون يكون ذلك بسبب غرض جديد معين. في عقيدة الإخوان تشابه بين ذلك وبين نظرية التطور. يعتقد كلاهما أن "وقت وجود النباتات الأرضية يسبق وقت الحيوانات، والمعادن تسبق النباتات، والكائنات الحية تتكيف مع بيئتها"، لكنهما يؤكدان أن كل شيء موجود لغرض ما.
يصف محمد حميد الله أفكار التطور الموجودة في موسوعة إخوان الصفاء (رسائل إخوان الصفا) على النحو التالي:
كانت الترجمات الإنجليزية لموسوعة إخوان الصفاء متاحة منذ عام 1812، ومن ثم ربما كان لهذا العمل تأثير على تشارلز داروين وبدء الداروينية. ومع ذلك، فإن كتاب حميد الله «داروين مستوحى من رسائل إخوان الصفا» يبدو غير مرجح لأن تشارلز داروين يأتي من عائلة تطورية مع جده الطبيب المعروف إيراسموس داروين، مؤلف قصيدة أصل المجتمع في التطور، كان أحد رواد التطور في عصر التنوير.

## الأدب
تحتوي الرسالة الثامنة والأربعون من «موسوعة إخوان الصفاء» على رواية عربية خيالية. إنها حكاية «أمير يبتعد عن قصره أثناء وليمة زفافه، ويقضي الليلة في مقبرة وهو في حالة سكر ويخلط بين الجثة وعروسه. تُستخدم القصة كمثل معرفي عن وجود الروح المسبق وعودتها من موطنها الأرضي» 

## الطبعات والترجمات
طبعت الطبعات الكاملة للموسوعة ثلاث مرات على الأقل:
1. كتاب إخوان الصفا "(التعديل الأخير تم بواسطة ولاية حسين، بومباي 1888)
2. رسائل إخوان الصفا "(التعديل الأخير تم بواسطة خير الدين الزركلي مع المقدمات التي كتبها طه حسين وأحمد زكي باشا، في 4 مجلدات، القاهرة 1928)
3. رسائل إخوان الصفا "(4 مجلدات، بيروت: دار صادر 1957)

تمت ترجمة الموسوعة على نطاق واسع، ولم تظهر في لغتها العربية الأصلية فحسب، بل باللغة الألمانية والإنجليزية والفارسية والتركية والهندوستانية. Although portions of the Encyclopedia were translated into English as early as 1812, with the Rev. T. Thomason's prose English introduction to Shaikh Ahmad b. Muhammed Shurwan's Arabic edition of the "Debate of Animals" published in كلكتا، على الرغم من ترجمة أجزاء من الموسوعة إلى اللغة الإنجليزية في وقت مبكر من عام 1812، مع القس. نثر توماسون مقدمة باللغة الإنجليزية للشيخ أحمد ب. النسخة العربية لمحمد شروان من «مناظرة الحيوانات» المنشورة في كلكتا، لا توجد ترجمة كاملة للموسوعة إلى اللغة الإنجليزية اعتبارًا من عام 2006، على الرغم من أن فريدريتش ديتريصي (أستاذ اللغة العربية في برلين) ترجم أول 40 من الرسائل إلى الألمانية؛ يُفترض أن الباقي قد تمت ترجمته منذ ذلك الحين. تمت ترجمة «جزيرة الحيوانات» عدة مرات بتكليفات مختلفة؛ تُرجمت الرسالة الخامسة في الموسيقى إلى اللغة الإنجليزية كما في الرسائل من الثالثة والأربعين وحتى السابعة والأربعين.
- Ikhwan as-Safa and their Rasa'il: A Critical Review of a Century and a Half of Research, by A. L. Tibawi, published in volume 2 of The Islamic Quarterly in 1955
- Rasa'il Ikhwan al-Safa'، Beirut: Dar Sadir، ج. 4
- Johnson-Davies، Denys (1994)، The Island of Animals / Khemir, Sabiha; (Illustrator - Ill.)، Austin: University of Texas Press، ص. 76، ISBN:0-292-74035-2
- "Notices of some copies of the Arabic work entitled "Rasàyil Ikhwàm al-cafâ"", written by ألويس اشبرنجر، originally published by the Journal of the Asiatic Society of Bengal (in كلكتا) in 1848
- "Abū Ḥayyan Al-Tawḥīdī and The Brethren of Purity", Abbas Hamdani. International Journal of Middle East Studies, 9 (1978), 345-353

## قراءة مستزادة
- باللغة الفرنسية La philosophie des Ihwan al-Safa' ("The philosophy of the Brethren of Purity"), Yves Marquet, 1975. Published in مدينة الجزائر by the Société Nationale d'Édition et de Diffusion
- Epistles of the Brethren of Purity. The Ikhwan al-Safa' and their Rasa'il, ed. نادر البزري (Oxford: Oxford University Press, 2008).

## طالع أيضًا
- الرسالة 22 من رسائل إخوان الصفا
- مربع سحري

## وصلات خارجية
- رسائل إخوان الصفا (كتاب) entry in the موسوعة الإنترنت للفلسفة